# 건포 (아프리카 음식)
건포(암하라어: ገንፎ gänfo) 또는 가아트(티그리냐어: ጋዓት ga’at)는 에리트레아와 에티오피아에서 먹는 음식이다. 뻑뻑한 포리지와 비슷한 걸쭉한 음식으로, 동그스름한 모양에 가운데를 오목하게 판 화산 모양으로 빚은 다음 가운데에 느뜨르 끄베/떠스미와 버르버레/버르버러를 섞어 만든 매운 소스를 담고, 주위에는 요거트를 둘러 낸다. 전통적으로는 보릿가루로 만들지만, 지역에 따라 밀가루나 옥수수가루로 만들기도 한다. 아침밥으로 먹거나, 임산부를 위해, 또는 산모와 신생아를 보러 온 손님을 위해 만드는 음식이다.

## 같이 보기
- 에리트레아 요리
- 아시다